# Криц (Брашов)
Криц (рум. Criț) насеље је у Румунији у округу Брашов у општини Бунешти. Oпштина се налази на надморској висини од 472 m.

## Становништво
Према подацима из 2002. године у насељу је живело 657 становника.

### Попис2002.
| Расподела становништва по националности 2002.‍ | Расподела становништва по националности 2002.‍ | Расподела становништва по националности 2002.‍ | Расподела становништва по националности 2002.‍ | Расподела становништва по националности 2002.‍ |
| --------------------------------------------- | --------------------------------------------- | --------------------------------------------- | --------------------------------------------- | --------------------------------------------- |
|                                               |                                               |                                               |                                               |                                               |
| Румуни                                        | Румуни                                        |                                               | 489                                           | 74,5%                                         |
| Мађари                                        | Мађари                                        |                                               | 35                                            | 5,3%                                          |
| Роми                                          | Роми                                          |                                               | 119                                           | 18,1%                                         |
| Немци                                         | Немци                                         |                                               | 13                                            | 2,0%                                          |